# (13224) Takamatsuda
(13224) Takamatsuda est un astéroïde de la ceinture principale.

## Description
(13224) Takamatsuda est un astéroïde de la ceinture principale. Il fut découvert le 10 août 1997 à Nanyo par Tomimaru Okuni. Il présente une orbite caractérisée par un demi-grand axe de 3,16 UA, une excentricité de 0,01 et une inclinaison de 6,6° par rapport à l'écliptique.

## Compléments